# Mesosella kumei
Mesosella kumei är en skalbaggsart som beskrevs av Masatoshi Takakuwa 1984. Mesosella kumei ingår i släktet Mesosella och familjen långhorningar. Inga underarter finns listade i Catalogue of Life.